# Désiré Serruys
Pour les articles homonymes, voir Serruys.
Désiré Charles Serruys, né le 3 septembre 1859 à Ostende et y décédé le 19 janvier 1922  est homme politique libéral belge flamand.
Il fut rentier, candidat notaire, artiste peintre portraitiste ; il fut élu député belge.
Il fut créé chevalier de l'ordre de Léopold.

## Généalogie
- Le nom de famille a été déformé au fil des générations de Ceren vers Ceron, Sereu, Serru et enfin Serruys.
- Il fut un des 8 enfants de Désiré Charles Marie Serruys, échevin d'Ostende (1824-1897) et d' Anna De Barse (1823-1905) ;
- Il épousa en 1885 Louise Jean (1856-1927), petite-fille d' Henri Serruys(1796-1883), bourgmestre d'Ostende et frère de son grand-père, Désiré-Basile(1774-1840).
  - Ils eurent 3 enfants : Henri (1888-1952), Louis (1890-1938), Anne (1893-?).

## Sources
- Liberaal Archief